# Арвије (Сома)
Арвије (фр. Arvillers) насеље је и општина у североисточној Француској у региону Пикардија, у департману Сома која припада префектури Мондидје.
По подацима из 2011. године у општини је живело 760 становника, а густина насељености је износила 59,94 становника/km². Општина се простире на површини од 12,68 km². Налази се на средњој надморској висини од 102 метара (максималној 108 m, а минималној 49 m).

## Демографија
| 1962. | 1968. | 1975. | 1982. | 1990. | 1999. | 2011. |
| ----- | ----- | ----- | ----- | ----- | ----- | ----- |
| 694   | 634   | 559   | 568   | 634   | 652   | 760   |

График промене броја становника у току последњих година